# Кривченко, Альберт Аркадьевич
Альберт Аркадьевич Кривченко (22 декабря 1935 года — 31 мая 2021 года) — первый глава администрации Амурской области с 1991 по 1993 год.

## Биография
Родился в 1935 году. По профессии — журналист, окончил Свердловский государственный университет. С 1961 по 1970 годы был корреспондентом газеты «Амурская правда». С 1971 года работал корреспондентом ТАСС в Амурской области. Был членом КПСС до января 1991 года. В 1990 году стал народным депутатом РСФСР, был членом Комитета Верховного Совета по средствам массовой информации, связям с общественными организациями и движениями, изучению общественного мнения.
С 8 октября 1991 по 11 мая 1993 года — глава Администрации Амурской области. Назначен на должность президентом РСФСР Борисом Ельциным.
В апреле 1993 года баллотировался на выборах главы областной администрации, но проиграл, набрав 5,7 % голосов и заняв четвёртое место.
Был членом движения «Демократическая Россия», входил в его областной координационный совет. С 1994 года являлся председателем Политсовета Амурской областной организации ДВР.
На пенсии занимался сельским хозяйством, писал книги и стихи.